# La Noë-Poulain
La Noë-Poulain ist eine französische Gemeinde mit 251 Einwohnern (Stand: 1. Januar 2022) im Département Eure in der Region Normandie (vor 2016 Haute-Normandie). Sie gehört zum Arrondissement Bernay und zum Kanton Beuzeville. 

## Geografie
La Noë-Poulain liegt etwa 33 Kilometer nordnordwestlich von Bernay in der Landschaft Lieuvin. Umgeben wird La Noë-Poulain von den Nachbargemeinden Saint-Siméon im Westen und Norden und, Saint-Étienne-l’Allier im Osten sowie La Poterie-Mathieu im Süden.

## Bevölkerungsentwicklung
| Jahr                       | 1962 | 1968 | 1975 | 1982 | 1990 | 1999 | 2006 | 2013 | 2020 |
| Einwohner                  | 145  | 136  | 156  | 167  | 159  | 153  | 175  | 233  | 274  |
| Quellen: Cassini und INSEE |      |      |      |      |      |      |      |      |      |

## Sehenswürdigkeiten
- Kirche Saint-Audouin (auch: Saint-Ouen) aus dem 12. Jahrhundert, Umbauten aus dem 18. Jahrhundert

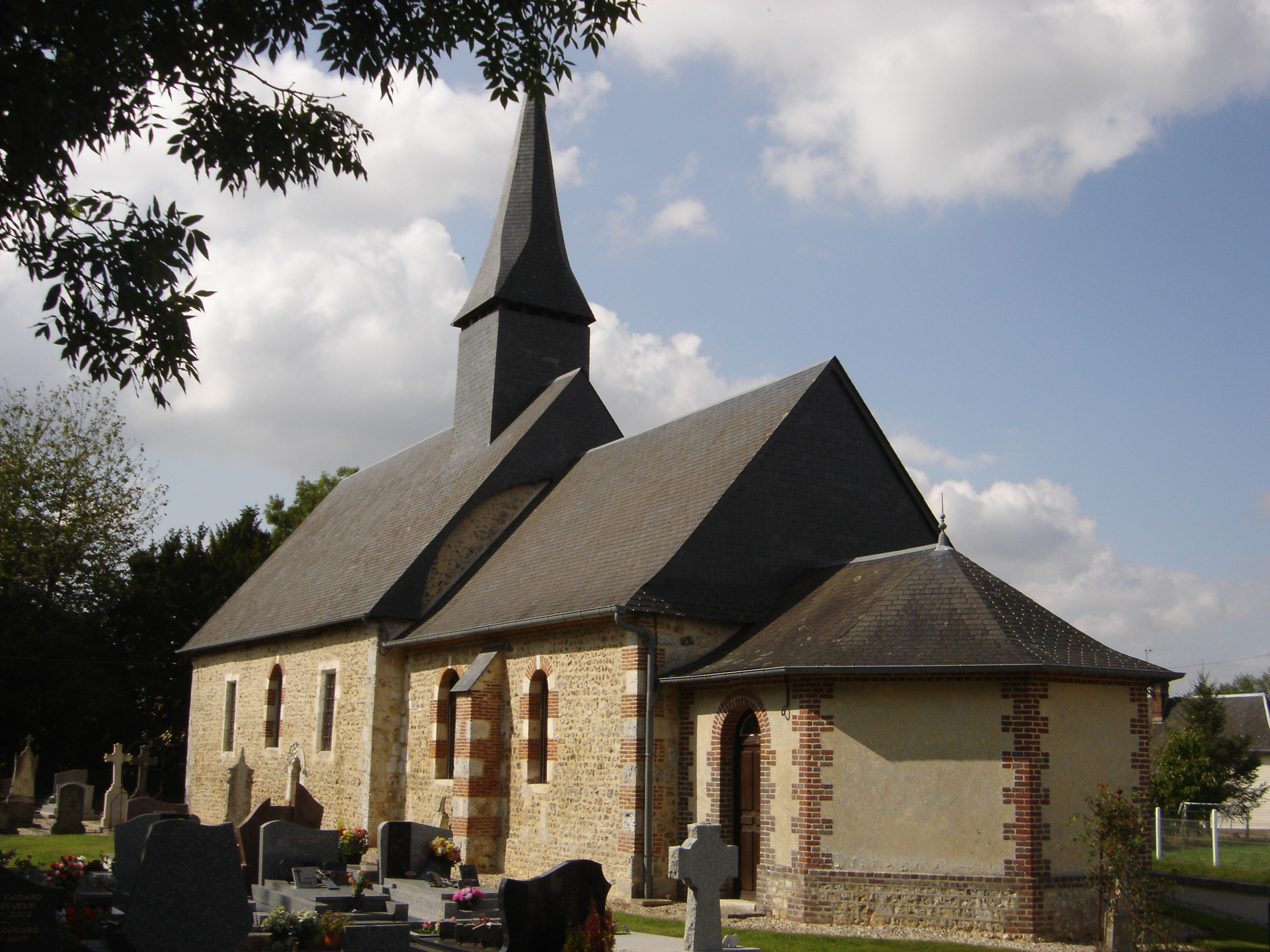
Kirche Saint-Audouin